# エイドリアン・クイスト
エイドリアン・カール・クイスト（Adrian Karl Quist, 1913年8月4日 - 1991年11月17日）は、オーストラリア・南オーストラリア州メディンディ出身の男子テニス選手。第二次世界大戦前後両時代をまたいで、4大大会タイトルを獲得した選手として知られる。

## 来歴
男子シングルスでは全豪選手権で1936年・1940年・1948年に3勝を挙げたが、ダブルスで傑出した成績を挙げ、全豪選手権の男子ダブルス部門で前人未踏の「10連覇」を達成した。ウィンブルドン選手権の男子ダブルス部門でも、1935年と1950年に戦前と戦後をまたいで優勝している。戦時中はオーストラリア陸軍に勤務し、終戦後テニスに復帰した。
エイドリアン・クイストは1933年からデビスカップオーストラリア代表選手となったが、最初の年はヨーロッパ・ゾーン決勝でイギリスに敗れた。その前の準決勝は日本との対戦で、クイストはジャック・クロフォードとのペアで日本チームの佐藤次郎/布井良助組に勝った。デ杯準決勝の前、クイストは全仏選手権のシングルス2回戦で布井に6-2, 6-2, 1-6, 1-6, 4-6の逆転で敗れ、その後も全仏との相性は良くなかった (1935年の4回戦が自己最高成績)。1934年のデビスカップヨーロッパ・ゾーン準々決勝で日本とオーストラリアが対戦した時は、クイストはクロフォードとのペアで山岸二郎/西村秀雄組を破っている。クイストとクロフォードのペアは、1935年全仏選手権と1935年ウィンブルドン選手権の男子ダブルス部門で4大大会2連勝を達成した。
[1936年全豪選手権でクイストは男子シングルス・男子ダブルスの単複2冠を獲得した。シングルス決勝ではジャック・クロフォードに6-2, 6-3, 4-6, 3-6, 9-7で競り勝ち、ダブルスではドン・ターンブルとペアを組んで初優勝した。この年からクイストの全豪選手権男子ダブルス「10連覇」の記録が始まる。最初の2年間はターンブルとペアを組んだが、1938年から5歳年下のジョン・ブロムウィッチと組むようになった。クイストの戦前のテニス経歴の中で、デビスカップでの対日本戦は1933年・1934年・1938年の3度あった。1938年のデ杯対日本戦では、クイストは山岸二郎と中野文照にシングルス・ダブルスとも勝利した。クイストとブロムウィッチは1939年全米選手権男子ダブルスでも優勝を飾ったが、その直前に第二次世界大戦が開戦された。1940年全豪選手権で、クイストは再びシングルス決勝でジャック・クロフォードを破り、男子ダブルス5連覇と合わせて4年ぶり2度目の単複2冠を達成した。この大会の後、戦争の影響で全米選手権を除くテニス4大大会が開催中止となる。クイストは戦時中、オーストラリア陸軍に従事した。
第二次世界大戦終戦翌年の1946年からテニス4大大会も再開された。クイストもブロムウィッチも戦争から無事に帰還を果たし、2人は全豪選手権男子ダブルスで (ペアとしての) 4連覇を成し遂げた。戦争による5年間の中断をはさみ、2人は「戦前と戦後の時代をまたいで」4大大会タイトルを獲得した選手として、テニスの歴史に名前を刻んだ。再開から3年目の1948年、クイストはシングルス決勝でダブルスパートナーのブロムウィッチを6-4, 3-6, 6-3, 2-6, 6-3のフルセットで破り、8年ぶり3度目の優勝を飾った。1950年ウィンブルドン選手権男子ダブルスで、クイストとブロムウィッチの組はジェフ・ブラウン/ウィリアム・シッドウェル組を7-5, 3-6, 6-3, 3-6, 6-2で破って優勝した。クイストはジャック・クロフォードと組んで優勝した1935年以来、15年ぶり2度目のウィンブルドンダブルス優勝を成し遂げ、戦前と戦後の時代をまたいでウィンブルドンのタイトルを獲得した唯一の選手となった。しかし、1951年全豪選手権男子ダブルスでクイストとブロムウィッチは新鋭のフランク・セッジマン/ケン・マグレガー組に9-11, 6-2, 3-6, 6-4, 3-6のフルセットで敗れ、クイストの全豪男子ダブルス連勝記録は「10連覇」(ブロムウィッチとのペアでは8連覇) で止まった。これでクイストの全豪選手権優勝回数は「13勝」となり (男子シングルス3勝, 男子ダブルス10連覇)、4大大会通算勝利数は全仏ダブルス1勝、ウィンブルドン・ダブルス2勝、全米ダブルス1勝と合わせて総計「17勝」となった。
クイストのシングルス成績は、ウィンブルドン選手権は1936年、全米選手権は初出場だった1933年のベスト8が自己最高成績である。クイストは1953年に39歳で全豪選手権を退き、1955年ウィンブルドン選手権の3回戦敗退をもって引退した。
1984年、クイストはダブルスパートナーのジョン・ブロムウィッチとともに国際テニス殿堂入りを果たす。この年に、クイストは『テニスの偉人たち－1920年代から1960年代』(Tennis the Greats: 1920-1960) という回想録を発表した。戦前と戦後の激動期を生きたエイドリアン・クイストは、1991年11月17日にシドニーで78年の生涯を閉じた。

## 4大大会優勝
- 全豪選手権
  - 男子シングルス：3勝 (1936年・1940年・1948年)
  - 男子ダブルス：10連覇 (1936年-1940年 → 1946年-1950年) [第2次世界大戦中の中断をはさむ。1938年からはジョン・ブロムウィッチとのペアで8連覇]
- 全仏選手権
  - 男子ダブルス：1勝 (1935)
- ウィンブルドン選手権
  - 男子ダブルス：2勝 (1935年 → 1950年)
- 全米選手権
  - 男子ダブルス：1勝 (1939年)